# Políticas CTI
Políticas CTI es un portal web que se dedica a relevar las principales políticas e instrumentos que aplican los diferentes países de Iberoamérica en el área de Ciencia, Tecnología e Innovación. Es una iniciativa del Observatorio CTS del Centro de Altos Estudios Universitarios (CAEU), que pertenece a la Organización de Estados Iberoamericanos (OEI) en conjunto con la Red de Indicadores en Ciencia y Tecnología Iberoamericana e Interaericana (RICYT) y especialistas del Centro REDES. Para su creación y desarrollo ha contado con el apoyo del Banco Interamericano de Desarrollo (BID) y de CONICET. 

## Objetivo
La meta principal de Políticas CTI es relevar información sobre las políticas en ciencia, tecnología e innovación que aplican los países de Iberoamérica. Además, cuenta con un apartado en el cual se describen los sistemas institucionales de cada uno de los países en el área; otro dedicado a la medición de los principales indicadores de contexto disponibles para la región; así como con una biblioteca de documentos acerca de políticas en ciencia, tecnología e innovación.